# Abrogation (Islam)
Als Abrogation (arabisch نسخ nasch, DMG nasḫ) wird in der islamischen Rechtswissenschaft und der Koranexegese die Aufhebung einer normativen Bestimmung des Korans oder der Sunna durch eine andere, zeitlich nachfolgende Bestimmung aus Koran oder Sunna bezeichnet. Die abrogierende Bestimmung wird auf Arabisch als nāsich (ناسخ / nāsiḫ) bezeichnet, die abrogierte Bestimmung als mansūch (منسوخ / mansūḫ). Der Rückgriff auf Abrogation gilt als eine Methode, um miteinander kollidierende Textbelege, deren Datum bekannt ist, zu harmonisieren. Innerhalb der islamischen Gelehrsamkeit herrscht allerdings keine Einigkeit, ob und in welchem Umfang bei der Lösung von Widersprüchen mit Abrogation argumentiert werden darf. Mehrere moderne islamische Denker haben die Idee der Abrogation sogar vollständig zurückgewiesen.

## Die arabische Abrogationsliteratur
Schon früh wurden eigenständige arabische Werke abgefasst, die sich mit der Abrogation befassen und die Formel an-Nāsiḫ wa-l-mansūḫ („Das Abrogierende und das Abrogierte“) im Titel führen. Eine der ersten einschlägigen Kompilationen ist das Kitāb an-Nāsiḫ wa-l-mansūḫ von Qatāda ibn Diʿāma as-Sadūsī (gest. 736). Umfassendere Abhandlungen zur Abrogationslehre verfassten später an-Nahhās (gest. 950), Abū l-Qāsim Hibatallāh ibn Salāma (gest. 1019), ʿAbd al-Qāhir al-Baghdādī (gest. 1037), Makkī Ibn Abī Tālib (gest. 1045), Ibn al-ʿArabī al-Maʿāfirī (gest. 1148), al-Hāzimī (gest. 1188), Ibn al-Dschauzī (gest. 1201), Abū ʿAbdallāh Schuʿla (gest. 1258) und Ibn al-Bārizī (gest. 1338). Da die Abrogationslehre als Teilbereich der islamischen Rechtstheorie (Usūl al-fiqh) gilt, wird sie auch in den Handbüchern zu dieser Disziplin abgehandelt.
In einigen späteren Werken zur Abrogationslehre wie demjenigen von Ibn al-ʿArabī werden neben der Abrogation selbst noch verschiedene angrenzende rechtstheoretische Probleme behandelt, so zum Beispiel die Stellung der in Koran und Sunna erwähnten vorislamischen Gesetzgebung (šarʿ man qabla-nā), bei der fraglich war, ob sie weiter gilt oder durch den Islam aufgehoben wurde.

## Textliche Grundlagen
Grundlage für die Argumentation mit Abrogation bei der Auflösung von Widersprüchen zwischen rechtlichen Bestimmungen in Koran und Sunna sind die Überlieferungen, wonach während des prophetischen Wirkens Mohammeds mehrfach Bestimmungen durch spätere revidiert wurden, sowie zwei Koranverse, die derartige Normenänderungen explizit rechtfertigen.
Wie aus dem ersten Vers ersichtlich ist, stießen derartige Normenänderungen im Umfeld Mohammeds auf Kritik:

„Wenn wir einen Vers austauschen durch einen anderen – und Gott weiß am besten, was er herniedersendet –, dann sagen sie: „Das erfindest Du doch nur!“ Doch die meisten von ihnen haben kein Wissen“

In einem anderen Koranvers 2:106 wird der Nutzen derartiger Veränderungen der Offenbarung hervorgehoben:

„Tilgen wir (nansaḫ) einen Vers (āya) oder stellen ihn dem Vergessen anheim, so bringen wir einen besseren als ihn oder einen, der ihm gleicht. Weißt du denn nicht, dass Gott aller Dinge mächtig ist?“

Die muslimischen Gelehrten sahen diese zwei Verse als klaren Beweis dafür an, dass die Abrogation früherer Normen auf das Handeln von Gott selbst zurückgeht, und stützten darauf die Lehre, dass bei widersprüchlichen Bestimmungen jeweils die jüngste die letztgültige ist. Sie begründeten dies mit der Verbform nansaḫ („wir tilgen/abrogieren“) im letztgenannten Koranvers.
Die Entscheidung über die Aufhebung von bestimmten Versen durch andere setzt Kenntnisse über die Chronologie der Suren und Verse voraus. Das Wissen hierzu wurde im frühen 8. Jahrhundert gesammelt und schriftlich in eigenständigen Werken zu den Offenbarungsanlässen (Asbāb an-nuzūl) der verschiedenen Verse fixiert. Zwar gibt es hinsichtlich der Chronologie verschiedener Koranteile unterschiedliche Auffassungen, doch scheint bei den Korannormen, die als Fälle der Abrogation diskutiert werden, die chronologische Einordnung keine Schwierigkeiten zu bereiten.

## Beispiele
Bekannte Beispiele für Abrogation nach der klassischen Lehre sind:
- die stufenweise Einführung des Weinverbots im Koran von einer bloßen Erwähnung des Weins (Sure 16:67) über ein zeitlich begrenztes Verbot (Sure 4:43) hin zu einem unbeschränkten Verbot (Sure 5:90).
- die Festlegung der Gebetsrichtung nach Mekka durch Sure 2:144, nachdem zuvor Sure 2:115 eine Zeitlang erlaubt hatte, in alle Richtungen zu beten. Eine derartige Abrogation sollen schon ʿAbdallāh ibn ʿAbbās, al-Hasan al-Basrī und Mālik ibn Anas angenommen haben.[7]
- die Abrogation des Gebots, zugunsten von Eltern und Verwandten eine letztwillige Verfügung (waṣīya) zu treffen (2:180), durch die Verse zu den Pflichterbteilen (Sure 4:11, 12, 176).[8] Diese Lehrauffassung wird ebenfalls bereits von al-Hasan al-Basrī überliefert.[9] Auch andere eidliche Verpflichtungen, wie sie in Sure 4:33 genannt sind, sollen nach al-Hasan durch den Vers über die Pflichterbteile abrogiert worden sein.[10]
- die Aufhebung der Bestimmung in Sure 2:240, wonach Witwen nach dem Tode ihres Ehemannes das Recht auf einjährige finanzielle Versorgung und Unterbringung im Hause ihres früheren Ehemannes haben, durch die Einführung einer verkürzten Warteperiode (ʿidda) von vier Monaten und zehn Tagen in Sure 2:234 sowie durch die Offenbarung der Erbregeln in Sure 4. Eine solche Aufhebung wurde von der Mehrheit der muslimischen Gelehrten angenommen.[11]

Besonders wichtig wurde die Lehre von der Abrogation hinsichtlich des Umgangs mit Nicht-Muslimen. Hier wurde schon früh von einigen Gelehrten die Auffassung vertreten, dass der Schwertvers (9:5) und der Vers, der zum Kampf gegen die Ahl al-kitāb auffordert (Sure 9:29), alle anderen Verse, die zu einem friedfertigen Verhalten gegenüber den Ungläubigen ermahnen (Sure 8:61; Sure 29:46), aufgehoben habe.

## Kategorisierungen der Abrogation

### Differenzierung nach beteiligten Textarten
Grundsätzlich wird je nach beteiligten Textarten zwischen vier Arten der Abrogation unterschieden:
- Abrogation des Korans durch den Koran. Dies ist der Normalfall der Abrogation.
- Abrogation der Sunna durch die Sunna. Ein Beispiel hierfür ist der nachträglich erlaubte Besuch von Gräbern.[14]
- Abrogation des Korans durch die Sunna. Zum Beispiel meinte Hibatallāh ibn Salāma, dass die Aussage „Verboten hat er euch nur Totes (al-maita), Blut (ad-dam) und Fleisch von Schweinen“ in Sure 2:173 teilweise durch den Hadith: „Uns sind zwei tote Tiere und zwei Arten von Blut erlaubt, nämlich Heuschrecken und Fisch (sc. als die beiden toten Tiere) sowie Leber und Milz (sc. als die beiden blutigen Dinge)“[15] abrogiert sei.[16] Diese Form der Abrogation ist allerdings nur nach Auffassung der Hanafiten und einiger Zahiriten möglich, und zwar lediglich dann, wenn die Sunna durch einen Hadith abgesichert ist, der mutawātir, also über zahlreiche Isnad-Ketten überliefert, ist. Die Schafiiten und Hanbaliten hingegen lehnen diese Form der Abrogation völlig ab.[17]
- Abrogation der Sunna durch den Koran. Im Gegensatz zu asch-Schāfiʿī hielten die meisten muslimischen Gelehrten diese Form der Abrogation für möglich.[18] Bekannte Beispiele für diese Form der Abrogation sind die Änderung der Qibla von Jerusalem über eine Phase, in der in alle Richtungen gebetet werden konnte, nach Mekka durch die Verse 2:115 und 2:144, die Ersetzung des Aschura-Fastens durch das Ramadan-Fasten durch 2:185 sowie die Aufhebung des Verbots des Geschlechtsverkehrs in den Ramadan-Nächten durch 2:187.[19]

Diskutiert wurde, ob Koran und Sunna auch durch einen Idschmāʿ abrogiert werden könnten. Während einige Hanafiten und Muʿtaziliten dies bejahten, können nach der herrschenden Meinung weder Idschmāʿ noch Qiyās Koran oder Sunna abrogieren.

### Die drei Formen der Abrogation von Koranversen
Bei der Abrogation von Koranversen wurden je nach Umfang der Abrogation drei Formen unterschieden und einzeln erörtert:
1. Abrogation, die nur die rechtliche Gültigkeit (ḥukm) von Koranversen betrifft, nicht aber ihren Text (nasḫ al-ḥukm dūna t-tilāwa). Diese Form der Abrogation ist das eigentliche Thema der Abrogationsliteratur.[22]
2. Abrogation, die sowohl die rechtliche Gültigkeit als auch den Text (tilāwa) von Koranversen betrifft (nasḫ al-ḥukm wa-t-tilāwa). Die Lehre von dieser Art der Abrogation stützt sich auf die koranische Aussagen in Sure 87:6-7, dass Gott Mohammed nichts von dem Offenbarungstext vergessen lassen werde, „außer was Gott will“ (illā mā šāʾ Allāh), sowie in Sure 17:86, dass Gott das, was er offenbart hat, wieder wegnehmen kann. Diese Aussagen wurden auf bestimmte Teile des Korans bezogen, von denen überliefert wurde, dass sie verloren gegangen seien. Hierzu gehören insbesondere Teile von Sure 33, die in ihrer ursprünglichen Form 200 Verse enthalten haben soll, nicht 73, wie in der offiziellen Koranausgabe, die durch Uthman ibn Affan erstellt wurde.[23]
3. Abrogation, die nur den Text von Koranversen betrifft, nicht aber ihre rechtliche Gültigkeit (nasḫ at-tilāwa dūna l-ḥukm). Als Beispiel hierfür gilt der Steinigungsvers, der, obwohl er nicht im Koran steht, als eine Begründung für die Strafe der Steinigung bei Ehebrüchigen herangezogen wird.[24]

Ein Problem, bei dem sowohl der zweite als auch der dritte Typ der Abrogation diskutiert wurde, war die Abgrenzung der ein Heiratsverbot begründenden Milchverwandtschaft. Nach einem Hadith, der auf Aischa bint Abi Bakr zurückgeführt wird, erließ der Koran ursprünglich ein solches Heiratsverbot erst nach zehn bezeugten Abstillsitzungen (raḍaʿāt maʿlūmāt). Später sei diese Regel durch einen anderen Vers abrogiert worden, der ein Minimum von fünf erforderlichen Abstillsitzungen vorsah. Aischa wird mit der Aussage zitiert, dass der Vers über die fünf Abstillsitzungen noch nach dem Tode des Gottesgesandten rezitiert worden sei. Eine große Anzahl von muslimischen Gelehrten, darunter besonders Schafiiten und Zahiriten, nahm nun an, dass hinsichtlich des Verses über die zehn Abstillsitzungen der zweite Abrogationstyp vorliege, hinsichtlich des Verses über die fünf Abstillsitzungen hingegen der dritte Abrogationstyp. Dementsprechend lehrten sie, dass fünf Abstillsitzungen notwendig seien, um ein Heiratsverbot zu begründen. Die Malikiten sahen dies jedoch anders. Sie meinten, dass beide Verse, auf die sich Aischa bezog, hinsichtlich ihrer rechtlichen Gültigkeit aufgehoben waren, und zwar durch die Regelung in Sure 4:23, die keine Anzahl von erforderlichen Abstillsitzungen nennt. Dementsprechend lehrten sie, dass einmaliges Stillen ausreiche, damit das Heiratsverbot gilt.

## Spätere Einschränkung des Abrogationsprinzips beim Koran
Spätere muslimische Gelehrte standen der Abrogationslehre erheblich reservierter gegenüber, insbesondere vor dem Hintergrund, dass der Koran immer wieder betont, dass Gottes Wort unveränderlich sei, wie zum Beispiel an der folgenden Stelle: „Und verlies, was dir von der Schrift deines Herrn (als Offenbarung) eingegeben worden ist! Es gibt niemanden, der seine Worte abändern könnte. Und du wirst außer ihm keine Zuflucht finden.“ (18:27; vgl. 6:34 und 115, 17:77, 33:62, 35:43, 50:29).

### Zurückweisung bei einzelnen Versen
Ibn al-ʿArabī differenzierte in seinem Werk zur Abrogationslehre, das den Koran von vorne bis hinten abhandelt, jeweils zwischen solchen Koranversen, die abrogiert sind, und solchen, bei denen nur eine Spezifizierung (taḫṣīṣ) durch einen späteren Vers vorliegt. So wies er bei mehreren Fällen, bei denen frühere Gelehrte eine Abrogation angenommen hatten, diese Annahme zurück und pochte darauf, dass der spätere Vers keine Abrogation darstelle, sondern nur eine Einschränkung (istiṯnāʾ). Ein Beispiel ist Koranvers 4:146, bei dem er betont, dass er die Aussage des vorangehenden Verses 4:145, wonach die Heuchler in die Hölle verbannt werden sollen, nicht aufhebt, sondern nur insoweit einschränkt, als davon diejenigen Heuchler ausgenommen sind, die reumütig umkehren und sich bessern.
Auch Ibn al-Dschauzī versuchte, die Anwendung des Abrogationsprinzips einzuschränken. So wies er zum Beispiel die Auffassung von Hibatallāh ibn Salāma, wonach die Aufforderung in Vers 2:109, die Muslime sollten den Ahl al-kitāb vergeben, durch den Schwertvers aufgehoben sei, mit dem Argument zurück, dass Vers 2:109 mit dem Ausdruck „bis Gott mit seinem Befehl kommt“ schon selbst eine zeitliche Beschränkung aufweise, die keine Abrogation mehr notwendig mache. Die Lehre, dass der Schwertvers auch den Koranvers 29:46 („Und streitet mit den Leuten der Schrift nicht anders, denn in bester Weise“) aufhebe, lehnte er mit dem Argument ab, dass der Streit (ǧidāl) keinen Kampf (qitāl) ausschließe und deshalb der Vers keiner Aufhebung bedürfe.
Ähnlich zurückhaltende Positionen gegenüber der Abrogation nahmen verschiedene moderne islamische Gelehrte ein wie Raschīd Ridā und Abū l-Aʿlā Maudūdī. Sayyid Qutb stellte sich in seinem Korankommentar Fī ẓilāl al-Qurʾān („Im Schatten des Korans“) gegen die traditionelle Auffassung, dass die Regelung zur Blutrache in Sure 2:178 durch Sure 5:45 abrogiert sei, und brachte vor, dass sich die beiden Koranverse auf unterschiedliche Sachverhalte bezögen: Sure 2:178 auf persönliche Vergeltung und Sure 5:45 auf kollektive Vergeltung. Allerdings wandte er sich nicht generell gegen die Lehre von der Abrogation, wie an seiner Kommentierung des Koranverses 16:101, der üblicherweise zur Begründung der Abrogationslehre herangezogen wird, deutlich wird. Hier schreibt er: „Aber die Ungläubigen verstehen von all dem nichts. So ist es nicht überraschend, dass sie den Sinn der Abrogation eines Verses durch den anderen nicht erfassten und den Propheten beschuldigten, ein Erfinder zu sein, während er in Wirklichkeit die ehrenhafteste und vertrauenswürdigste Person war, die sie kannten. Deswegen heißt es in dem Vers: 'In der Tat haben die meisten von ihnen kein Wissen' (16:101).“

### Vollständige Zurückweisung bei modernen islamischen Gelehrten
Verschiedene moderne islamische Denker und Bewegungen haben die Lehre der Abrogation vollständig zurückgewiesen. Der indische Gelehrte Sayyid Ahmad Khan (gest. 1898) beispielsweise meinte, dass es Abrogation nur im interreligiösen Verhältnis geben könne: der Koran hebe nämlich frühere religiöse Gesetze auf. Die in Indien im späten 19. Jahrhundert gegründete Ahmadiyya lehnt die Abrogationslehre ebenfalls ab. Eine ähnliche Auffassung wie Sayyid Ahmad Khan vertrat Muhammad al-Ghazālī, der seine Erörterung der Abrogationstheorie mit den Worten abschloss: „Zweifellos abrogiert der Koran die früheren Scharias … aber es gibt keinen einzigen Widerspruch im Koran.“ Auch einige moderne schiitische Gelehrte halten die Abrogation für nichtig mit dem Argument, dass sie ein „sinnloses Umstürzen“ von Werten impliziere.
Ein besonders scharfer Kritiker der Abrogationslehre war Muhammad Asad (1900–1992). Er äußerte in seinem Korankommentar, dass Sure 2:106 zu einer „fehlerhaften Interpretation“ (erroneous interpretation) bei vielen muslimischen Theologen geführt habe. Grund dafür sei, dass sie sich bei der Interpretation des Wortes Āya in diesem Vers an dessen eingeschränkter Bedeutung (restricted sense) als „Koranvers“ orientiert hätten. Das habe sie zu der Schlussfolgerung gebracht, dass bestimmte Verse des Korans auf Gottes Befehl durch andere „abrogiert“ worden seien. Muhammad Asad hielt diese Schlussfolgerung für abstrus (fanciful), weil sie von dem Bild eines menschlichen Autors ausgehe, der die Druckfahnen seines Manuskripts korrigiere und dabei eine Passage durch eine andere ersetze. Daneben argumentierte er damit, dass es „keine einzige zuverlässige Tradition“ gebe, die besage, dass der Prophet jemals einen Vers für abrogiert erklärt habe.
Nach Meinung von Muhammad Asad entstand die Lehre von der Abrogation aufgrund der Unfähigkeit der frühen Kommentatoren, die einzelnen koranischen Passagen miteinander in Einklang zu bringen. Sie hätten deshalb diese Verse für „abrogiert“ erklärt. Die Willkürlichkeit ihres Vorgehens erkläre auch, warum zwischen den Verfechtern der Abrogationslehre keine Einigkeit über die Anzahl der abrogierten Verse und über die Art der Abrogation bei den einzelnen Versen bestehe. Das eigentliche Prinzip, das in Sure 2:106 niedergelegt sei, sei die Ersetzung (supersession) der biblischen Ordnung (dispensation) durch diejenige des Korans. Dieses Prinzip könne man aber nur dann erkennen, wenn man das Wort āya in dem Vers als „Botschaft“ (message) verstehe und den Vers mit dem vorangehenden Vers (Sure 2:105) zusammenlese, in dem die Ahl al-kitāb dafür getadelt werden, dass sie das Gute, das von ihrem Herrn zu ihnen hinabgesandt wird, nicht akzeptieren.